# Mobilitat social

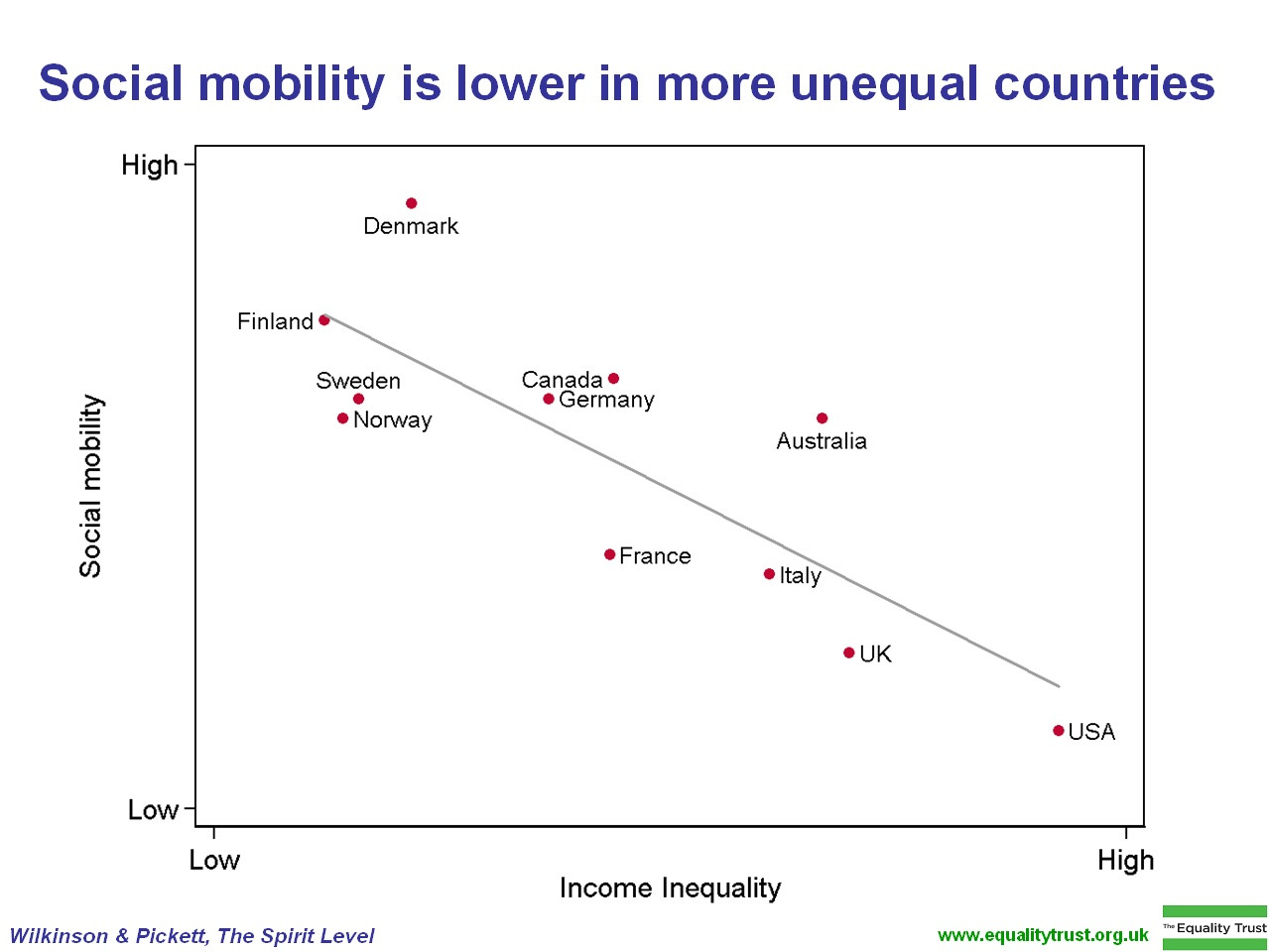

La mobilitat social en sociologia és la qualitat de persones, famílies i grup «en virtut de la qual passen d'una posició social a una altra». Refereix a la capacitat, o no, d'un canvi de classe social en una societat particular.
Generalment es sol concebre la mobilitat en termes de possibilitat d'ascensió, concepte polític segons el qual una persona amb formació i treballant, pot progressar al llarg de la seva carrera (mobilitat individual), o que els pares poden conduir els fills a una vida millor (mobilitat intergeneracional). La mundialització i les crisis successives des de l'inici del segle xxi fan que un grup creixent tem que en fi de carrera seran pitjors o que els fills tindran una situació econòmica pitjor.
Les societats democràtiques contemporànies aspiren en teoria a un alt índex de mobilitat social ascendent per l'educació i el treball. A talent igual, pretenen que tothom té les mateixes oportunitats, independentment de la classe social dels pares, el que se sol anomenar com el «somni americà» o «l'ascensor social». Recerques empíriques mostren que aquest ideal és molt lluny de la realitat. Segons Nancy Isenberg, «un altre mite americà és el de creure que si treballes de valent pots tenir èxit, això no és veritat». L'economista Alan B. Krueger va identificar el que s'anomena Corba del Gran Gatsby, que estableix una correlació entre una major desigualtat social i una menor mobilitat social.

## Uns conceptes

### Mobilitat individual i intergeneracional
La mobilitat social pot ser ascendent quan el canvi és cap a posicions superiors i descendent quan és cap a posicions inferiors. El grau de mobilitat social individual (també anomenat «intrageneracional») indica sí una persona té la capacitat de progressar econòmic i socialment al llarg de la seva carrera. En canvi, el grau de mobilitat intergeneracional fa referència als moviments de classe social i econòmica entre pares i fills. Arran d'aquesta perspectiva, es pot observar l'herència social, és a dir, com reprodueixen les desigualtats socials d'una generació a la següent, i com afecta la classe d'origen a la classe de destinació.

### Mobilitat absoluta i relativa
La mobilitat social absoluta són els canvis en l'estructura d'una societat o la distribució de la població entre les diferents classes socials. Es pot considerar com l'evolució, és a dir els grans canvis globals d'una època a l'altre: com per exemple l'emergència de la classe mitjana, l'èxode rural, l'evolució del subproletariat després de la revolució industrial…
En estudis sociològics, s'analitza en quina mesura pot variar la classe social en comparació amb la resta de classes, en la mobilitat relativa, o bé les probabilitats d'ascens o descens social d'una classe social respecte d'una altra.

### Societat mòbil o immòbil
Segons el grau de moviment d'individus i grups sencers d'una posició a l'altre en l'estratificació social d'una societat ajuda a considerar una societat com a mòbil o immòbil. A Occident, es considera com força immòbils les societats premodernes amb un model educatiu limitat, principalment al clergat. Els altres oficis s'aprenen de pare a fill. El destí social també hi és també determinat per la posició dels pares, i per ser home o dona. A més, la societat no premia la capacitat i tot esforç de superació és inútil. Predominen posicions immòbils o l'herència.
Per altra banda, les societats mòbils aspiren –almenys en teoria– a una igualtat d'oportunitats educatives i professionals. Alhora, tant el gènere com l'origen socioeconòmic no hi haurien de tenir un impacte com a factors clau per progressar i ascendir socialment. En una societat mòbil es preten que valgui la pena esforçar-se perquè el mercat i la societat premiarien el talent i potencial.

### Factors individuals i factors estructurals
Els factors individuals que poden influir en la mobilitat de classe són, principalment, la posició social, l'habitatge, la salut, l'educació i l'estatus social.
En canvi, els factors que no depenen de l'individu es cataloguen com factors estructurals. Hi ha, entre d'altres, les polítiques redistributives, la qualitat de l'ensenyament i de la seguretat social, la igualtat d'oportunitats, el poder de classe o la justícia social. Alhora, caldria descriure també els factors estructurals que poden influenciar en la mobilitat social d'un país. Les crisis econòmiques, estancaments prolongats o retallades en educació i salut augmenten el risc de descens social, sobretot, per a les classes mitjanes i baixes.

## L'educació pública com ascensor social
El desenvolupament i modernització socioeconòmica d'Espanya, va ser en gran manera possible per l'important augment del nivell educatiu de la població. Tant en la mobilitat intergeneracional com en la intrageneracional l'educació té un paper fonamental. L'educació determina en gran manera la posició social que ocupen les persones, redueix la rigidesa entre classes socials i redistribuiria les oportunitats. Tot i això, entre l'ideal d'igualtat d'oportunitats iguals per a tothom i la realitat hi queda un esvoranc. Per exemple el 2012 una enquesta Catalunya va confirmar el patró de reproducció de la desigualtat: «com més alta és la categoria socioeconòmica del pare o la mare, més continuïtat educativa, i a la inversa».
Òbviament, l'educació no actua de forma aïllada. Una millor educació no condueix de manera automàtica a un progrés social. Com a capacitat de l'entorn familiar, s'entén el paper que juguen els pares per acompanyar i donar suport al procés educatiu dels alumnes. El fracàs i l'abandonament escolar no afecten per igual les diferents classes socials. Els factors estructurals són, per tant, determinants per fer que funcioni l'ascensor social.

## Mètodes per mesurar la fluïdesa social
Per tal d'estudiar i mesurar la mobilitat social d'una manera estandarditzada, és necessari recórrer a les classes socials com objecte d'anàlisi. Quan parlem de classes socials parlem de «grups socials interdependents en el marc de relacions econòmiques, laborals i de poder que les interrelacionen entre si i que no són imposades directament per naixement sinó que són adquirides, mantingudes i desocupades a les trajectòries professionals partint d'orígens desiguals».
Així, per l'anàlisi de la mobilitat social s'acostumen a fer servir dues matrius derivades de la divisió del treball, un dels punts cabdals quan parlem d'estratificació social, font d'ingressos i d'estatus social. Aquestes dues matrius divideixen les diferents professions en grans grups o tipologies on poder encabir cada una individualment. D'aquesta manera es pot analitzar la seva evolució tant al llarg del temps com al llarg de generacions, i obtenir un índex estandarditzat amb el qual mesurar la mobilitat social. En una primera columna s'introdueix la classe social d'origen, i a la primera fila la classe social de destí. Així s'obté una matriu que classifica l'ascens, descens o herència de classe.

### EGP
La classificació desenvolupada el 1979 per Robert Erikson, John H. Goldthorpe i Lucienne Portocarrero, comunament coneguda com a «classificació EGP», parteix d'una classificació de les classes socials inspirada en les teories de Max Weber (1864-1920). Consisteix, per tant, en un esquema relacional entre classes socials que posa en relleu les relacions de desigualtat i poder entre elles, com ara la divisió de l'anàlisi marxista de classes entre propietaris i assalariats, però també la distinció weberiana referent a l'estatus, l'autoritat i el poder de diferents professions respecte a d'altres, com ara professionals superiors, professionals tècnics i obrers qualificats, respecte dels no qualificats o personal administratiu i de serveis.

### CASMIN
L'esquema CASMIN de classes socials fou adoptat als anys 80 pel projecte CASMIN (Comparative Study of Social Mobility in Industrial Nations). Es tracta d'un esquema que, a diferència de l'EGP, introdueix a la petita propietat agrària en tant que propietaris, unifica en una sola classe els tècnics i els obrers qualificats. Mentre l'EGP repòn a una lògica postindustrial que jerarquitza les classes mitjanes segons el seu estatus, la matriu CASMIN fou criticada per representar un passat de societat industrial masculinitzat més adient per analitzar la mobilitat social als anys setanta del segle xx.

### Coeficient de Gini
Per estudiar les desigualtats i mesurar, entre altres coses, la desigualtat en els ingressos en un territori, s'utilitza l'anomenat Coeficient de Gini. Aquest coeficient se situa entre el «0» i l'«1», l «0»és la igualtat total i l'«1» la desigualtat total. Arrel d'aquest indicadors, molts països mesuren la igualtat d'ingressos o igualtat de renta. En definitiva, el que mesura és quan equitativa o inequitativa està distribuïda la riquesa en una societat.

## La mobilitat social a Espanya
Sobretot als anys 70 i 80, amb l'augment del nombre d'«estats del benestar», es va propiciar una reactivació econòmica. Aquest procés de modernització de les empreses i del sistema productiu, juntament amb l'ampliació de les polítiques i estructures d'educació i altres reformes de tall socialdemòcrata i l'ingrés a Europa van fomentar les oportunitats d'ascens social intergeneracional. A l'Estat Espanyol, sobretot per als homes, va ser el cas molt per sobre de la mitjana europea.